# FC Tiraspol

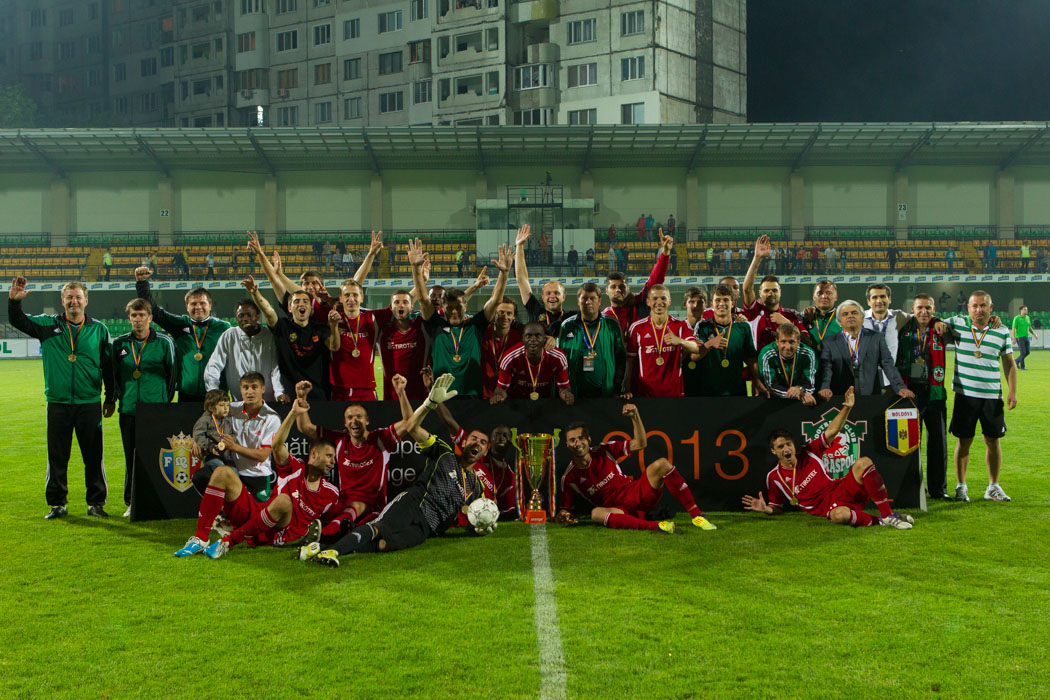
Team van 2013

FC Tiraspol was een Moldavische voetbalclub uit Tiraspol, de hoofdstad van Transnistrië. De club werd in 1993 opgericht in de Moldavische hoofdstad Chisinau maar verhuisde in 2002 naar Tiraspol. In 2015 werd de club opgeheven door financiële problemen.

## Naamsveranderingen
1993: opgericht als FC Constructorul Chisinau
2002: Constructorul-93 Cioburciu
2002: FC Tiraspol

## Erelijst
Landskampioen
in 1997
Beker van Moldavië
winnaar in 1996, 2000, 2013
finalist in 1998, 1999

## In Europa
FC Tiraspol speelt sinds 1996 in diverse Europese competities. Hieronder staan de competities en in welke seizoenen de club deelnam:
- Champions League (1x)

1997/98
- Europa League (2x)

2013/14, 2014/15
- Europacup II (2x)

1996/97, 1998/99
- UEFA Cup (3x)

1999/00, 2000/01, 2004/05
- Intertoto Cup (3x)

2002, 2006, 2008

## Bekende (oud-)spelers
Serghei Belous
 Serghei Pogreban